# Твиннерейм, Анне Беате
Анне Беате Твиннерейм (норв. Anne Beathe Tvinnereim, девичья фамилия Кристиансен, Kristiansen; род. 22 мая 1974, Халден, Эстфолл) — норвежский политический и государственный деятель. Заместитель председателя Партии Центра. В прошлом — министр международного развития Норвегии (2021—2025).

## Биография
Родилась 22 мая 1974 года.
В 2003 году получила степень Cand.mag. Университета Осло в области политологии, испанского и португальского языков. В 2006 году получила степень магистра Университета Осло в области политологии.
В 2005—2007 годах проходила курсы соискателей Министерства иностранных дел Норвегии. В 2006 году — политический советник в Министерстве транспорта Норвегии. В 2007—2011 годах работала секретарём посольства в Мапуту, столице Мозамбика. В 2011—2013 годах — государственный секретарь в Министерстве местного самоуправления и регионального развития Норвегии. В 2013—2014 годах — старший советник Министерства иностранных дел Норвегии. В 2014—2018 годах — заместитель директора Норвежского агентства по сотрудничеству в целях развития (Норад). В 2018—2019 годах — советник в Аналитическом центре Agenda. В 2019—2021 годах — член Совета по вопросам планирования, климата и окружающей среды в фюльке Викен.
В 2000—2001 годах — член совета Nei til EU.
В 1998—2000 годах — председатель по международным делам молодёжной организации Партии Центра и член комитета по международным делам Партии Центра. В 2000—2002 годах — председатель молодёжной организации Партии Центра и член центрального правления Партии Центра. В 2013—2014 годах — член центрального правления Партии Центра. С 2014 года — заместитель председателя Партии Центра.
14 октября 2021 года назначена министром международного развития Норвегии в правительстве Йонаса Гара Стёре. Также являлась министром по сотрудничеству Северных стран. Ушла в отставку при перестановках в правительстве 4 февраля 2025 года после выхода Партии Центра из коалиции.